# Прелюдия и фуга до мажор (BWV 846)
Прелюдия и фуга до мажор, BWV 846, открывает 1 том «Хорошо темперированного клавира», цикла прелюдий и фуг для клавишных инструментов И. С. Баха.

## Прелюдия
Прелюдия написана в размере 4/4 шестнадцатыми длительностями. Имеет два голоса. Гармония прелюдии в целом сходна с гармонией Баховских времен. Темп её движения не слишком быстрый. В своих отклонениях прелюдия косвенно задевает множество тональностей в которых далее будут написаны прелюдии и фуги. В целом прелюдия рождает чувство бесконечности, необъятного пространства, и в этом помогает «чистая» тональность до мажор. Появляется ощущение светлоты и простора.

## Фуга
Фуга до мажор четырёхголосная. Все четыре голоса вступают по очереди (в этой фуге в экспозиции нет интермедий). Фуга своим строением больше похожа на канон — здесь нет глубокой разработки. Темы излагаются стретто (количество тактов сокращается за счёт нахлёстывания в разных голосах друг на друга), что добавляет музыке красоты и правильности гармонии. В тактах 14-19 проходит магистральная стретта в которой показывается вся внутренняя красота и мощь темы. Последнее проведение темы звучит стреттно с темой в фа мажоре.
Фуга завершается прозрачным «хрустальным» секстаккордом.

## Исполнения
| Прелюдия до мажор, BWV 846                                         |
|                                                                    |
| Исп. Роберт Шрётер. Французский клавесин с равномерной темперацией |

| Прелюдия до мажор, BWV 846 |
|                            |
| Темперация Кирнбергера     |

| Прелюдия до мажор, BWV 846                                              |
|                                                                         |
| Исп. Роберт Шрётер. Французский клавесин с темперацией Веркмейстера III |

| Прелюдия до мажор, BWV 846 |
|                            |
| Темперация Веркмейстера    |

| Прелюдия до мажор, BWV 846              |
|                                         |
| Исп. Кимико Дуглас-Исидзака. Фортепиано |

| Прелюдия до мажор, BWV 846                  |
|                                             |
| Исп. Марта Гольдштейн. Фламандский клавесин |

| Фуга до мажор, BWV 846                  |
|                                         |
| Исп. Кимико Дуглас-Исидзака. Фортепиано |

| Фуга до мажор, BWV 846                      |
|                                             |
| Исп. Марта Гольдштейн. Фламандский клавесин |

| Прелюдия до мажор, BWV 846                                         |
|                                                                    |
| Исп. Роберт Шрётер. Французский клавесин с равномерной темперацией |

| Прелюдия до мажор, BWV 846 |
|                            |
| Темперация Кирнбергера     |

| Прелюдия до мажор, BWV 846                                              |
|                                                                         |
| Исп. Роберт Шрётер. Французский клавесин с темперацией Веркмейстера III |

| Прелюдия до мажор, BWV 846 |
|                            |
| Темперация Веркмейстера    |

| Прелюдия до мажор, BWV 846              |
|                                         |
| Исп. Кимико Дуглас-Исидзака. Фортепиано |

| Прелюдия до мажор, BWV 846                  |
|                                             |
| Исп. Марта Гольдштейн. Фламандский клавесин |

| Фуга до мажор, BWV 846                  |
|                                         |
| Исп. Кимико Дуглас-Исидзака. Фортепиано |

| Фуга до мажор, BWV 846                      |
|                                             |
| Исп. Марта Гольдштейн. Фламандский клавесин |